# Issa Soumaré
Pour les articles homonymes, voir Soumaré.
Issa Soumaré, né le 10 octobre 2000 à Ziguinchor au Sénégal, est un footballeur sénégalo-mauritanien qui évolue au poste d'ailier gauche au Havre AC.

## Biographie

### En club
Né à Ziguinchor au Sénégal, Issa Soumaré est issue de l'académie Génération Foot. Le 22 août 2019, il signe un contrat de quatre ans avec l'US Orléans. Il dispute quatorze rencontres de Ligue 2 lors de sa première année en France. Relégué en National avec son club, il inscrit huit buts en 31 rencontres lors de l'excercice suivant. 
Pisté par le Paris FC, Soumaré s'engage finalement en faveur du club belge du Beerschot VA à l'été 2021,. Le 31 janvier 2022, en manque de temps de jeu avec son nouveau club, il est prêté jusqu'à la fin de la saison à l'US Quevilly-Rouen. Il inscrit son premier but en championnat le 12 mars 2022 contre l'EA Guingamp,  permettant d'obtenir le point du match nul. Le 12 juillet 2022, Issa Soumaré prolonge son prêt à Quevilly d'une saison,. Il réalise une saison remarquée avec 6 buts et 6 passes décisives en trente-huit rencontres de Ligue 2. 
Le 3 juillet 2023, Issa Soumaré quitte définitivement le Beerschot VA pour s'engager en faveur du Havre AC, tout juste promu en première division. Il signe un contrat de trois ans, soit jusqu'en juin 2026,. Peu utilisé par Luka Elsner, Soumaré rejoint l'AJ Auxerre sous la forme d'un prêt jusqu'à la fin de la saison à l'hiver 2024. Il y dispute 17 rencontres et termine champion de France de Ligue 2.
Conservé par Le Havre pour la saison 2024-2025, Soumaré est régulièrement utilisé par son entraîneur Didier Digard. Le 8 février 2025, il marque son premier but et délivre sa première passe décisive en Ligue 1 sur la pelouse du Lille OSC. De plus en plus décisif lors de la seconde partie de saison, il délivre une passe décisive cruciale sur la pelouse du RC Strasbourg lors de la dernière journée de championnat pour Josué Casimir, avant qu'Abdoulaye Touré ne maintienne Le Havre à la 99e minute (3-2). Il termine la saison avec cinq buts marqués et quatre passes décisives.

### En équipe nationale
Issa Soumaré représente notamment l'équipe du Sénégal des moins de 17 ans jouant un match éliminatoire pour la Coupe d'Afrique des nations 2017 contre la Tunisie en août 2016 où il inscrit également un but.

## Statistiques
| Saison                | Club                     | Championnat           | Championnat | Championnat | Championnat | Coupe(s) nationale(s) | Coupe(s) nationale(s) | Coupe(s) nationale(s) | Play-offs | Play-offs | Play-offs | Total | Total | Total |
| Saison                | Club                     | Division              | M.          | B.          | P.d.        | M.                    | B.                    | P.d.                  | M.        | B.        | P.d.      | M.    | B.    | P.d.  |
| 2019-2020             | US Orléans               | Ligue 2               | 14          | 0           | 0           | 2                     | 0                     | 0                     | -         | -         | -         | 16    | 0     | 0     |
| 2020-2021             | US Orléans               | National              | 31          | 8           | 2           | 2                     | 0                     | 0                     | -         | -         | -         | 33    | 8     | 2     |
| Sous-total            | Sous-total               | Sous-total            | 45          | 8           | 2           | 4                     | 0                     | 0                     | -         | -         | -         | 49    | 8     | 2     |
| 2021-2022             | Beerschot VA             | Division 1A           | 11          | 1           | 0           | 1                     | 0                     | 0                     | -         | -         | -         | 12    | 1     | 0     |
| 2021-2022             | US Quevilly-Rouen (prêt) | Ligue 2               | 16          | 1           | 2           | -                     | -                     | -                     | 2         | 2         | 2         | 18    | 3     | 4     |
| 2022-2023             | US Quevilly-Rouen (prêt) | Ligue 2               | 38          | 6           | 6           | 1                     | 0                     | 0                     | -         | -         | -         | 39    | 6     | 6     |
| Sous-total            | Sous-total               | Sous-total            | 54          | 7           | 8           | 1                     | 0                     | 0                     | 2         | 2         | 2         | 57    | 9     | 10    |
| 2023-2024             | Le Havre AC              | Ligue 1               | 7           | 0           | 0           | -                     | -                     | -                     | -         | -         | -         | 7     | 0     | 0     |
| 2023-2024             | AJ Auxerre (prêt)        | Ligue 2               | 17          | 0           | 0           | -                     | -                     | -                     | -         | -         | -         | 17    | 0     | 0     |
| 2024-2025             | Le Havre AC              | Ligue 1               | 29          | 5           | 4           | -                     | -                     | -                     | -         | -         | -         | 29    | 5     | 4     |
| Sous-total            | Sous-total               | Sous-total            | 36          | 5           | 4           | -                     | -                     | -                     | -         | -         | -         | 36    | 5     | 4     |
| Total sur la carrière | Total sur la carrière    | Total sur la carrière | 163         | 21          | 14          | 6                     | 0                     | 0                     | 2         | 2         | 2         | 171   | 23    | 16    |

## Palmarès

### En club
- AJ Auxerre
  - Champion de France de Ligue 2 en 2024